# 马莱 (意大利)

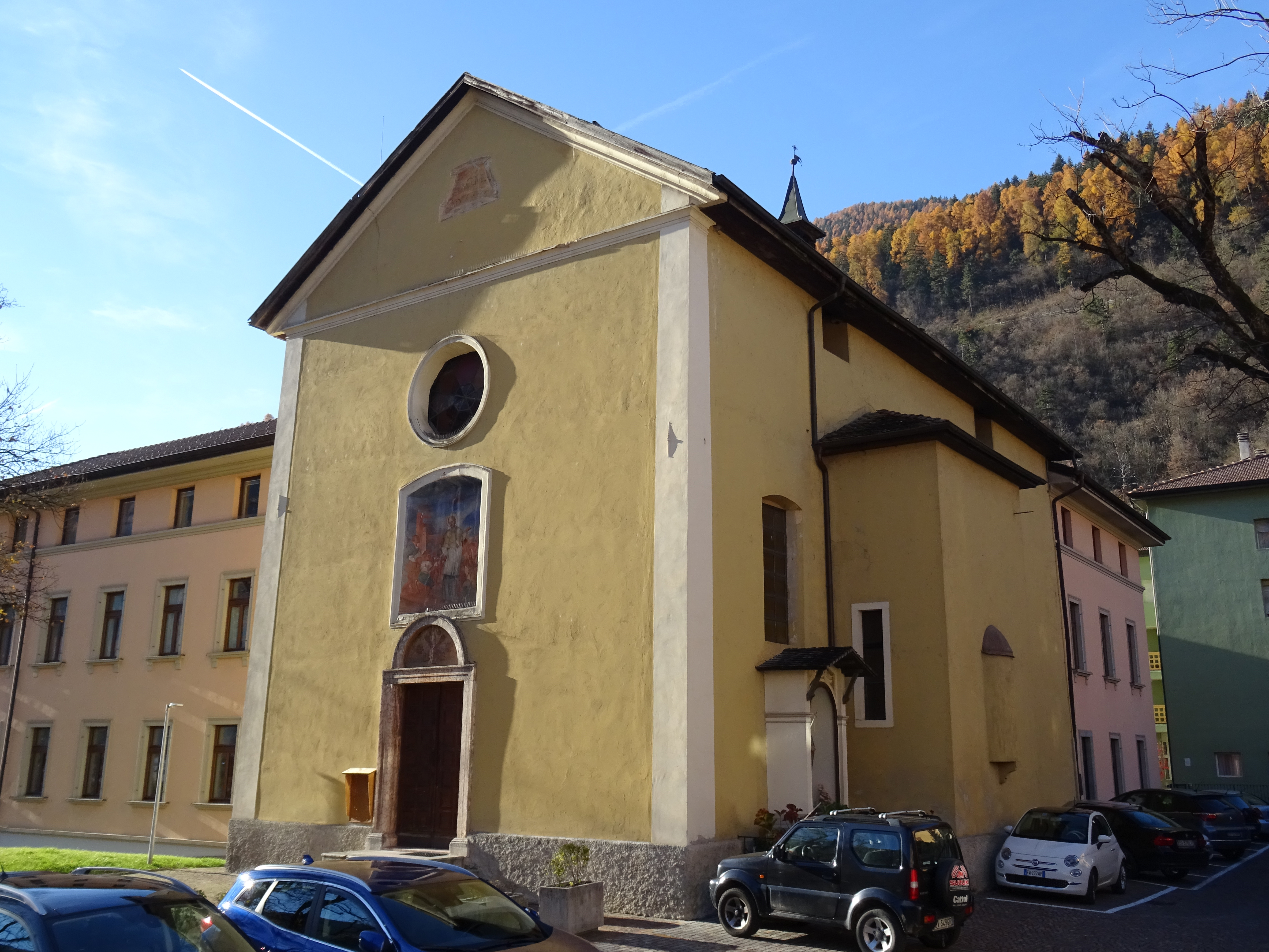
教堂

马莱（義大利語：Malé）是意大利特伦蒂诺-上阿迪杰大区特倫托自治省的市镇，位于省府特伦托西北35公里处。市镇面积为26.53平方公里，2023年人口数量为2,239人。
马莱的经济主要基于旅游业、手工品（尤其是木制品）及农场业（苹果、奶酪和熟肉）。有铁路可达特伦托。